# Поверхнева скронева артерія
Поверхнева скронева артерія (лат. a. temporalis superficialis) — парна кровоносна судина та одна з кінцевих гілок зовнішньої сонної артерії.

## Топографія
Поверхнева скронева артерія відгалужується від зовнішньої сонної артерії в паренхімі привушної залози за шийкою нижньої щелепи, прямує вгору поверехнево під фасцією і шкірою та перекидається через виличний відросток скроневої кістки.

## Гілки та кровопостачання
Поверхнева скронева артерія розгалужується на лобову гілку (r. frontalis) та тім'яну гілку (r. parietalis). Ці дві судини кровопостачають шкіру, м'язи і фасції ділянок лоба та тімені. Також поверхнева скронева артерія кровопостачає привушну залозу (r. parotidei); шкіра та мімічні м'язи, вушна раковина, структури зовнішнього слухового ходу, вилична кістка та скроневий м'яз кроповопостачаються поперечною артерією лиця (a. transversa faciei), що також є гілкою поверхневої скроневої артерії.

## Клінічне значення
Для верифікації діагнозу гігантоклітинного артериту (хвороба Хортона) виконується біопсія поверхенової скроневої артерії.